# Sojuz TMA-13M
Sojuz TMA-13M è stata una missione diretta verso la Stazione Spaziale Internazionale (ISS), e il 122° volo con equipaggio del programma Sojuz.

## Equipaggio
| Ruolo               | Equipaggio                                          | Equipaggio                                          |
| ------------------- | --------------------------------------------------- | --------------------------------------------------- |
| Comandante          | Maksim Suraev, Roscosmos Expedition 40 Secondo volo | Maksim Suraev, Roscosmos Expedition 40 Secondo volo |
| Ingegnere di volo 1 | Gregory Wiseman, NASA Expedition 40 Primo volo      | Gregory Wiseman, NASA Expedition 40 Primo volo      |
| Ingegnere di volo 2 | Alexander Gerst, ESA Expedition 40 Primo volo       | Alexander Gerst, ESA Expedition 40 Primo volo       |

### Equipaggio di riserva
| Ruolo               | Equipaggio                  | Equipaggio                  |
| ------------------- | --------------------------- | --------------------------- |
| Comandante          | Anton Škaplerov, Roscosmos  | Anton Škaplerov, Roscosmos  |
| Ingegnere di volo 1 | Samantha Cristoforetti, ESA | Samantha Cristoforetti, ESA |
| Ingegnere di volo 2 | Terry Virts, NASA           | Terry Virts, NASA           |